# Árpád Margit
Árpád Margit, Árpád Margit Terézia Ilona (Borosjenő, 1903. december 24. – Budapest, 1980. február 29.) magyar színésznő.

## Életútja
1927–28-ban az Új Színházban játszott. 1930–31-ben a Magyar Színházban szerepelt. 1932–33-ban a Kamaraszínház tagja volt. 1934 és 1935 valamint 1938 és 1939 között a Belvárosi Színházban volt látható. 1941 és 1943 között az Új Magyar Színház színművésze volt. Később visszavonult a színpadtól.

### Magánélete
1931. július 4-én Budapesten férjhez ment Perényi László színészhez, de 1933-ban elváltak. Fotóhagyatékát az Országos Színháztörténeti Múzeum és Intézet őrzi.

## Fontosabb színházi szerepei
- Anny (Vaszary János: Rád bízom a feleségem)
- Böske (Fodor László: Egy asszony hazudik)
- Muckó (Csadó Pál: Zsuzsó)

## Filmszerepei
- Szegény gazdagok (1938) – Lángainé Matild, Lapussa Demeter lánya
- Nincsenek véletlenek (1938) – Böske, vendég az álarcosbálon
- Semmelweis (1939) – Semmelweis Ignác felesége, Mária
- Gyurkovics fiúk (1940-41) – Poldi, Brenóczy ezredes felesége
- Magdolna (1941) – Murányi Judit grófnő, Magdolna barátnője
- Bűnös vagyok! (1941) – Bálintné, Klári anyja
- Kadettszerelem (1942) – Macskássy tanárnő
- Házasság (1942) – Lendvay Elemérné, Mária baráti társaságának tagja
- A harmincadik... (1942) – Bohus Ernő vegyész "kacér" felesége
- Éjfélkor (1957) – zongorázó hölgy